# Porak
Der Porak (armenisch Փորակ Porak; aserbaidschanisch Axarbaxar) ist ein Stratovulkan in Aserbaidschan direkt an der Grenze zu Armenien. Nach seiner Bezeichnung in einer Inschrift wird er auch Bamni genannt. Er ist zuletzt 778 ± 5 v. Chr. ausgebrochen. Ein weiterer bestätigter Ausbruch fand 4510 ± 300 v. Chr. statt. Für das Jahr 740 ± 2 v. Chr. wird auch ein Ausbruch vermutet. Dieser ist allerdings nicht bestätigt. Aufgrund historischer und archäologischer Befunde wird vermutet, dass sich aus dem Vulkan während eines militärischen Konflikts in der Region in den Jahren 782 – 773 v. Chr., Lava ergoss.
Der Vulkan befindet sich 20 km südöstlich des Sewansees und hat Lavafelder, die sich sowohl nach Aserbaidschan als auch nach Armenien erstrecken. Er hat einen großen Kegel, der Khonarassar oder Hronarassar genannt wird. An den Seiten des Vulkans finden sich noch zehn kleinere Kegel.